# 박진아 (아나운서)
박진아는 현 MBN 소속 아나운서이다.

## 학력
- 세종대학교 (경제통상학 / 학사)